# Шахуња
Шахуња (рус. Шахунья) град је у Русији у Нижњеновгородској области.

## Становништво
| 1939.  | 1959.  | 1970.  | 1979.  | 1989.  | 2002.  | 2010.  |
| ------ | ------ | ------ | ------ | ------ | ------ | ------ |
| 10.226 | 21.305 | 20.099 | 20.954 | 22.337 | 21.724 | 20.921 |